# 79
Aquesta pàgina és per a l'any. Per al nombre, vegeu setanta-nou.

## Esdeveniments
- 23 de juny: Titus succeeix el seu pare Vespasià com a Emperador de Roma.
- 24 d'agost: les ciutats romanes de Pompeia, Herculà i Estàbia queden sepultades sota diversos metres de cendra després de l'erupció del volcà Vesuvi.
- L'Emperador de Roma Titus dedica el famós Colosseu de Roma.
- Gneu Juli Agrícola arriba a Escòcia, però es troba amb la resistència dels caledons.

## Necrològiques
- 23 de juny: Vespasià, Emperador de Roma.
- 25 d'agost: Plini el Vell, escriptor i científic romà (mort a l'erupció del Vesuvi).
- 24 d'agost: Caesius Bassus, poeta romà (mort a l'erupció del Vesuvi).
- 23 de setembre: El Papa Linus.